# Arme Dienstmaagden van Jezus Christus
De Arme Dienstmaagden van Jezus Christus (Ancillae Domini Jesu Christi, afgekort ADJC) is een rooms-katholieke congregatie. De van oorsprong Duitse congregatie is in meerdere landen actief, waaronder Nederland.

## Stichting
De congregatie werd in 1851 door Katharina Kasper in het Duitse Dernbach in het Westerwoud gesticht. Sinds 1859 is de congregatie ook in Nederland gevestigd. Toen zond Katharina Kasper drie zusters naar Amstenrade om zieken te verplegen.
Katharina Kasper werd op 26 mei 1820 in geboren. Door de vroege dood van haar vader in 1842 moest het ouderlijk huis worden verkocht. Katharina Kasper was toen genoodzaakt om als dagloner te werken in o.a. de landbouw om zo het gezin van levensonderhoud te voorzien. Ze trok zich het lot van ouderen, zieken en misdeelden aan en wist om zich heen een aantal gelijkgezinden te verzamelen.
De doelstelling van de door haar opgerichte religieuze vereniging is de verzorging en/of onderwijzing van zieken, ouderen, wezen en benadeelden. In 1848 kreeg de congregatie voor het eerst een behuizing.
De orde groeide met name na de kerkelijke goedkeuring uit tot 4.556 zusters in 1938. De stichteres van de orde werd op 16 april 1978 door paus Paulus VI zalig gesproken.

## Nederland
De congregatie is tegenwoordig nog vertegenwoordigd in Geleen. De vestiging van de orde in Geleen kwam tot stand door religieuzen die vanwege de Kulturkampf uit Duitsland moesten vluchten. De orde groeide echter snel en er werd een groot klooster gebouwd, dat tijdens de Tweede Wereldoorlog in de nacht van 5 op 6 oktober door een bombardement geheel uitbrandde. Na het oorlogseinde werd een nieuw klooster gebouwd.
Andere niet meer bestaande vestigingen bevonden zich in Amstenrade, Treebeek, Vaals (Zuid-Limburg), Leusden (Utrecht), Herwen en Aerdt en Terborg (Gelderland).
Een bekende zuster in het Geleense klooster was Luise Löwenfels. Zij was een tot het katholicisme bekeerde jodin en werd in de oorlog na protesten van de Nederlandse bisschoppen tegen het nazi-regime uit wraak met andere katholieken van joodse komaf door de nazi's gearresteerd. Ze werd tegelijk met de in 1987 zalig gesproken en in 1998 heilig verklaarde karmelietes Edith Stein in Auschwitz vergast. Ter herinnering aan Aloysia Löwenfels werd op 28 juni 2006 in Geleen op de hoek van de Geenstraat-De Vaart een monument opgericht. Het draagt de tekst "Hier woonde en werkte Zr. Aloysia Löwenfels arme dienstmaagd van Jezus Christus * 5.7.1915 Trabelsdorf + 9.8.1942 Auschwitz".